# Temporada 1982-83 de los Atlanta Hawks
La temporada 1982-83 fue la decimoquinta de los Atlanta Hawks en la NBA en su ubicación de Atlanta, la trigésimo cuarta en la liga y la trigésimo séptima desde su fundación. La temporada regular acabó con 43 victorias y 39 derrotas, ocupando el sexto puesto de la Conferencia Este, clasificándose para los playoffs, en los que cayeron en primera ronda ante Boston Celtics.

## Elecciones en elDraft
| Ronda | Puesto | Jugador        | Posición | Nacionalidad   | Universidad |
| ----- | ------ | -------------- | -------- | -------------- | ----------- |
| 1     | 10     | Keith Edmonson | Escolta  | Estados Unidos | Purdue      |
| 3     | 56     | Joe Kopicki    | Pívot    | Estados Unidos | Detroit     |

## Temporada regular
| División Central    | División Central | División Central | División Central | División Central | División Central | División Central | División Central | División Central |
| Equipo              | G                | P                | %                | PD               | Casa             | Fuera            | Div              |                  |
| ------------------- | ---------------- | ---------------- | ---------------- | ---------------- | ---------------- | ---------------- | ---------------- | ---------------- |
| y-Milwaukee Bucks   | 51               | 31               | .622             | –                | 31–10            | 20–21            | 22–7             |                  |
| x-Atlanta Hawks     | 43               | 39               | .524             | 8                | 26–15            | 17–24            | 21–8             |                  |
| Detroit Pistons     | 37               | 45               | .451             | 14               | 23–18            | 14–27            | 19–11            |                  |
| Chicago Bulls       | 28               | 54               | .341             | 23               | 18–23            | 10–31            | 13–17            |                  |
| Cleveland Cavaliers | 23               | 59               | .280             | 28               | 15–26            | 8–33             | 8–22             |                  |
| Indiana Pacers      | 20               | 62               | .244             | 31               | 14–27            | 6–35             | 6–24             |                  |

## Playoffs

### Primera ronda
Boston Celtics vs. Atlanta Hawks 
| Fecha       | Partido                              | Ciudad  |
| ----------- | ------------------------------------ | ------- |
| 19 de abril | Boston Celtics 103, Atlanta Hawks 95 | Boston  |
| 22 de abril | Atlanta Hawks 95, Boston Celtics 93  | Atlanta |
| 24 de abril | Boston Celtics 98, Atlanta Hawks 79  | Boston  |
|             | Boston Celtics gana las series 2-1   |         |

## Estadísticas
| Rk | Jugador           | Edad | P  | PT | MP   | TC  | TCI  | %TC  | T3  | T3I | %T3  | TL  | TLI | %TL  | RO  | RD  | RT   | AS  | RB  | TAP | BP  | FP  | PTS  |
| -- | ----------------- | ---- | -- | -- | ---- | --- | ---- | ---- | --- | --- | ---- | --- | --- | ---- | --- | --- | ---- | --- | --- | --- | --- | --- | ---- |
| 1  | Dan Roundfield    | 29   | 77 | 76 | 36.5 | 7.3 | 15.5 | .470 | 0.1 | 0.4 | .185 | 4.4 | 5.8 | .749 | 3.4 | 8.1 | 11.4 | 2.9 | 0.8 | 1.5 | 3.2 | 3.1 | 19.0 |
| 2  | Dominique Wilkins | 23   | 82 | 82 | 32.9 | 7.3 | 14.9 | .493 | 0.0 | 0.1 | .493 | 2.8 | 4.1 | .682 | 2.8 | 3.1 | 5.8  | 1.6 | 1.0 | 0.8 | 2.2 | 2.6 | 17.5 |
| 3  | Rory Sparrow      | 24   | 49 | 49 | 31.6 | 5.4 | 10.4 | .516 | 0.1 | 0.3 | .200 | 1.7 | 2.3 | .743 | 0.8 | 2.1 | 2.9  | 4.9 | 1.4 | 0.0 | 2.6 | 3.3 | 12.6 |
| 4  | Tree Rollins      | 27   | 80 | 80 | 30.9 | 3.3 | 6.4  | .510 | 0.0 | 0.0 | .000 | 1.2 | 1.7 | .726 | 2.6 | 6.7 | 9.3  | 0.9 | 0.6 | 4.3 | 1.2 | 3.7 | 7.8  |
| 5  | Eddie Johnson     | 27   | 61 | 57 | 29.7 | 6.4 | 14.1 | .453 | 0.2 | 0.7 | .341 | 3.0 | 3.9 | .785 | 0.4 | 1.6 | 2.0  | 5.2 | 1.0 | 0.1 | 2.6 | 2.3 | 16.0 |
| 6  | Johnny Davis      | 27   | 53 | 33 | 27.6 | 4.9 | 10.7 | .455 | 0.1 | 0.3 | .278 | 3.1 | 3.9 | .796 | 0.7 | 1.7 | 2.4  | 5.9 | 0.8 | 0.1 | 2.2 | 1.9 | 12.9 |
| 7  | Tom McMillen      | 30   | 61 | 4  | 22.4 | 3.2 | 7.0  | .467 | 0.0 | 0.0 | .000 | 1.8 | 2.2 | .812 | 0.9 | 2.6 | 3.6  | 1.2 | 0.3 | 0.4 | 1.3 | 2.3 | 8.3  |
| 8  | Steve Hawes       | 32   | 46 | 3  | 18.7 | 2.0 | 5.3  | .373 | 0.0 | 0.3 | .143 | 1.0 | 1.3 | .742 | 1.2 | 3.8 | 5.0  | 1.3 | 0.6 | 0.2 | 1.6 | 2.4 | 5.0  |
| 9  | Wes Matthews      | 23   | 64 | 0  | 18.5 | 2.7 | 6.6  | .403 | 0.2 | 0.8 | .292 | 1.3 | 1.8 | .768 | 0.4 | 1.0 | 1.4  | 3.9 | 0.9 | 0.1 | 1.9 | 2.0 | 6.9  |
| 10 | Rudy Macklin      | 24   | 73 | 20 | 16.0 | 2.3 | 4.9  | .472 | 0.0 | 0.1 | .000 | 1.4 | 1.8 | .771 | 1.2 | 1.4 | 2.6  | 1.0 | 0.6 | 0.1 | 1.2 | 2.6 | 6.0  |
| 11 | Mike Glenn        | 27   | 73 | 4  | 15.4 | 3.2 | 6.1  | .518 | 0.0 | 0.0 | .000 | 1.0 | 1.2 | .831 | 0.2 | 1.0 | 1.2  | 1.7 | 0.4 | 0.1 | 0.7 | 1.8 | 7.3  |
| 12 | George Johnson    | 34   | 37 | 0  | 12.5 | 0.7 | 1.5  | .439 | 0.0 | 0.0 |      | 0.4 | 0.5 | .737 | 1.2 | 2.0 | 3.2  | 0.5 | 0.3 | 1.6 | 0.5 | 1.9 | 1.7  |
| 13 | Rickey Brown      | 24   | 26 | 0  | 11.7 | 1.9 | 4.0  | .471 | 0.0 | 0.0 | .000 | 1.0 | 1.5 | .625 | 1.3 | 2.0 | 3.4  | 0.3 | 0.2 | 0.2 | 0.8 | 1.8 | 4.7  |
| 14 | Keith Edmonson    | 22   | 32 | 2  | 9.7  | 1.5 | 4.3  | .345 | 0.0 | 0.1 | .000 | 0.5 | 0.8 | .593 | 0.6 | 0.6 | 1.2  | 0.7 | 0.3 | 0.2 | 0.6 | 1.3 | 3.5  |
| 15 | Randy Smith       | 34   | 15 | 0  | 9.5  | 1.9 | 4.4  | .439 | 0.0 | 0.1 | .000 | 0.9 | 0.9 | .929 | 0.1 | 0.4 | 0.5  | 0.9 | 0.1 | 0.0 | 0.6 | 1.1 | 4.7  |
| 16 | Sam Pellom        | 31   | 2  | 0  | 4.5  | 1.0 | 3.0  | .333 | 0.0 | 0.0 |      | 0.0 | 0.0 |      | 0.0 | 0.0 | 0.0  | 0.5 | 0.0 | 0.0 | 0.0 | 0.0 | 2.0  |
| 17 | Scott Hastings    | 22   | 10 | 0  | 4.2  | 0.5 | 1.6  | .313 | 0.0 | 0.2 | .000 | 0.4 | 0.6 | .667 | 0.5 | 0.5 | 1.0  | 0.2 | 0.1 | 0.1 | 0.3 | 0.3 | 1.4  |

## Galardones y récords
| Jugador           | Galardón                               |
| Dan Roundfield    | Mejor quinteto defensivo de la NBA     |
| Wayne Rollins     | 2.º Mejor quinteto defensivo de la NBA |
| Dominique Wilkins | Mejor quinteto de rookies de la NBA    |